# Doliops ismaeli
Doliops ismaeli es una especie de escarabajo del género Doliops, familia Cerambycidae. Fue descrita científicamente por Vives en 2005.
Habita en Filipinas. Los machos y las hembras pueden medir 12-13 mm.